# Iberolacerta
Iberolacerta Arribas, 1999 è un genere di rettili della famiglia dei Lacertidi.

## Tassonomia
Il genere comprende le seguenti specie:
- Iberolacerta aranica (Arribas, 1993)
- Iberolacerta aurelioi (Arribas, 1994)
- Iberolacerta bonnali (Lantz, 1927)
- Iberolacerta cyreni (Müller & Hellmich, 1937)
- Iberolacerta galani Arribas, Carranza & Odierna, 2006
- Iberolacerta horvathi (Méhely, 1904)
- Iberolacerta martinezricai (Arribas, 1996)
- Iberolacerta monticola (Boulenger, 1905)